# Протоиерей
Протоиере́й (греч. πρωτοιερεύς — «первосвященник», от πρῶτος — «первый» — и ἱερεύς) — сан, даваемый лицу белого духовенства как награда в Русской православной церкви и иных православных церквях.

## Описание
Протоиерей — («первый») старший иерей (официальное название православного священника). До появления термина «протоиерей» обиходным названием старшего православного священника в России было «протопоп» (от греч. πρώτος — «первый» + греч. πάπας — «отец»).
Протоиерей обычно является настоятелем храма, но может быть и обычным клириком. Посвящение в протоиереи совершает архиерей через чин хиротесии.
В Московском патриархате возведение в сан протоиерея, по «Положению о наградах Русской Православной Церкви», принятому на Архиерейском соборе 2017 года, производится указом Святейшего Патриарха не ранее чем через пять лет после награждения правом ношения наперсного креста с украшениями. Продолжительность служения в сане пресвитера должна составлять не менее 25 лет.
В торжественной или официальной речи к протоиерею принято обращаться «Ваше Высокопреподобие». В то же время использование эпитета «преподобный» («высокопреподобный») в обращении к представителю белого духовенства является католической традицией. Бытовавшее ранее[когда?] обращение к протоиерею носило форму «Ваше Высокоблагословение» и на начало XXI века практически не употребляется.
На богослужениях священники (иереи, протоиереи, иеромонахи) поверх подрясника и рясы надевают поручи, фелонь (ризу) и епитрахиль.
За особые заслуги перед Церковью протоиерею может быть даровано право ношения митры. Такой протоиерей называется митрофо́рным.
В Русской православной церкви за исключительные заслуги, вне зависимости от продолжения служения в священном сане, по решению патриарха, митрофорного протоиерея могут возвести в сан протопресвитера.
В чёрном духовенстве протоиерею соответствует игумен, а митрофорному протоиерею — архимандрит.